# Alberto Federico de Brandeburgo-Schwedt
El Príncipe Alberto Federico de Prusia, Margrave de Brandeburgo-Schwedt (24 de enero de 1672 - 21 de junio de 1731), fue un Teniente General en el ejército del Electorado de Brandeburgo-Prusia y Gran Maestre de la Orden de San Juan (Bailiazgo de Brandeburgo). Durante su vida sostuvo el título de cortesía de Margarve de Brandeburgo. Su hermano mayor Felipe Guillermo sostuvo la ciudad y territorios de Schwedt.

## Biografía
Alberto Federico nació en Berlín, siendo hijo del Elector Federico Guillermo de Brandeburgo y de su segunda esposa Sofía Dorotea. Su hermano Felipe Guillermo fue entre 1692 y 1711 Gobernador de Magdeburgo. Alberto Federico se unió al Ejército prusiano como voluntario en 1689, al inicio de la Guerra de Sucesión del Palatinado contra Francia. El 10 de mayo de 1692 se convirtió en jefe de un regimiento de caballería y el 14 de marzo de 1693, fue promovido a Mayor General. En 1694 participó en la campaña en Italia y el 9 de marzo de 1695 fue promovido a Teniente General. El Margrave se convirtió en 1696 en Gran Maestre de la Orden de San Juan (Bailiazgo de Brandeburgo) y, el 17 de enero de 1701, en uno de los primeros caballeros de la Orden del Águila Negra.
Iniciándose el 14 de febrero de 1702 luchó contra Francia como jefe de un regimiento de infantería en la Guerra de Sucesión Española como comandante del cuerpo prusiano en los Países Bajos. En noviembre de ese año tuvo que abandonar ese puesto por enfermedad. En 1706, fue elegido Gobernador en Pomerania. Murió en el Palacio de Friedrichsfelde, a la edad de 59 años.

## Matrimonio e hijos
El 31 de octubre de 1703 Alberto Federico contrajo matrimonio con la Princesa María Dorotea (1684-1743), hija de Federico Casimiro Kettler, Duque de Curlandia. Tuvieron los siguientes hijos:
- Federico de Brandeburgo-Schwedt (1704-1707)
- Margrave Carlos Federico Alberto de Brandeburgo-Schwedt (1705-1762)
- Ana Sofía Carlota de Brandeburgo-Schwedt (1706-1751); desposó en 1723 al Duque Guillermo Enrique de Sajonia-Eisenach (1691-1741).
- Luisa Guillermina de Brandeburgo-Schwedt (1709-1726)
- Federico de Brandeburgo-Schwedt (1710-1741), murió en la batalla de Mollwitz como coronel prusiano.
- Sofía Federica Albertina de Brandeburgo-Schwedt (1712-1750); desposó en 1733 al Príncipe Víctor Federico de Anhalt-Bernburg (1700-1765).
- Margrave Federico Guillermo (1715-1744).